# 謎を解け!まさかのミステリー
『謎を解け！まさかのミステリー』（なぞをとけ まさかのミステリー）は、日本テレビ系列ほかで放送されていた日本テレビ製作のクイズバラエティ番組である。日本テレビ系列では2003年10月17日から2006年3月10日まで、毎週金曜 20:00 - 20:54 （日本標準時）に放送（遅れネット局のテレビ大分を除く）。

## 概要
実際に起きた一見すると世界のミステリーや不可解の事件や出来事の真相を解くことに挑戦するクイズ番組。
番組は、レギュラー放送開始前の2003年3月8日と同年7月19日に『スーパースペシャル』枠で放送された『七人の刑事が謎を解く 実在したミステリー』がベースになっている。これらは3月8日の放送で17.5%、7月19日の放送で23.0%と高視聴率を記録したため、タイトルを改めてレギュラー番組化された。
2005年8月28日、同じく日本テレビ系列で放送の『24時間テレビ』内で「謎を解け！まさかのエコミステリー」が放送された。

### レギュラー放送の終了とその後
レギュラー番組化してからの視聴率は、番組開始時には17 - 18%台で推移していた。しかし、その後は平均視聴率が10%弱に下がり、週によっては7%台の時もあった。2005年10月に、2度目のルール変更として番組開始時に近いルールに戻した。
番組は、2006年3月10日放送分をもって終了。1年1か月後の2007年5月4日に復活特番が放送され、さらに同年9月27日に再復活特番が放送された。

## ルール
問題ごとにパネリストの1人が解答者を務める。
実際に起こった様々な不可解な事件を再現ドラマによって出題。その後スタジオに戻り、下記のルールに従って進行し解答。最後に正解VTRで真相を発表する。また、番組の最初に「1分間ミステリー」というミニコーナーを設けていた時もあった。

### 前期
放送開始時から2005年3月までのルール。解答者以外には出題直後に正解が教えられる。参考として手がかりが整理されたVTRを視聴後、解答者以外のパネリストは紳助とともにテーマに沿ったトークを繰り広げる。しかし、そのうちの誰か1人がトーク中に問題の核心を突くヒントとなるフレーズを発言する。ヒントを言う人は収録前に決められており（紳助が言う場合もある）、解答者はヒントが何かを考えて、真相を推理する。
当初は正解時の特典はなかったが、その後1問正解するごとに時価数十万円とされる番組特製ミステリーブローチを獲得し、3問正解すると世界旅行獲得となった。

### 中期
2005年4月から10月14日までのルール。解答者以外のパネリストにも正解は教えられない（司会者だけが正解を知っている）。最初に解答者以外のパネリストは答えを推理し、その後「3賢人の推理」として、番組が誇る3賢人（道蔦岳史、やくみつる、神足裕司）が答えを推理して披露、解答者はそれらを参考に解答する（一時期、解答者が3賢人に1人ずつ指名する形式があったが、しばらくして元の推理形式に戻った）。無論、誰の推理も信用できない場合は参考にしなくてもよい。
正解の場合には次の問題においても引き続き解答者となり、不正解の場合には他のパネリストが次の問題での解答者となる。また放送回の最後の問題で正解した場合には、次回出演時に連続正解回数を持ち越しできる。
3問連続正解達成で世界のどこでも好きなところに行ける世界旅行獲得となる。

### 後期
2005年10月21日からのルール。
前期と同様のシステムだが、解答者以外の出演者に6枚のカードが配られ、その中に1枚だけヒントキーワードが書かれた当たりカード（テロップ内では当たりクジ）が入っており、そのカードを引いた出演者がヒントを言わなければならないというものになった。つまり、ヒントを言う出演者がその場で決められるシステムとなった。解答者はその時のリアクションもチェックして参考にできる。

## 出演者

### 司会
- 島田紳助
- 西尾由佳理（当時日本テレビアナウンサー）

### 準レギュラー
- 磯野貴理子 - 1回目の結婚の際に、最初の会見を本番組のセットで行った。
- 小倉優子
- ウエンツ瑛士（当時WaT）

### 不定期
- 遠藤久美子
- くりぃむしちゅー（有田哲平・上田晋也） - 2004年3月19日放送分では、紳助の代わりに上田が司会を務めた。
- アンタッチャブル（山崎弘也・柴田英嗣）
- 阿藤快 - 2004年10月1日放送分にて、紳助の代わりに司会を務めていた[要出典][いつ?]。2004年10月1日放送分にて「阿藤快のぶらりミステリーの旅」のコーナーとして放送[何が?]。
- 今田耕司 - 2004年10月1日放送分にて、紳助の代わりに司会を務めていた。
- ダウンタウン（松本人志・浜田雅功） - 紳助の謹慎期間中の2004年12月3日・10日・17日放送分に代理で出演。

### 3賢人
- 道蔦岳史
- やくみつる
- 神足裕司

## 紳助謹慎時の対応
紳助が女性マネージャーへの暴行事件により謹慎のため、事件発覚後の2004年10月29日放送分からはオープニングに収録日を表示して放送した。
同年11月12日放送分は、磯野貴理子がこれまで放送された事件（問題）を振り返る総集編として放送された。また、11月19日放送分は当初から特別番組『金曜特別ロードショー もののけ姫』が20時から放送されることになっており、11月26日には『ぐるぐるナインティナイン』の特別版（2時間スペシャル）放送のために番組は休止された。
なお2004年12月3日・10日・17日放送の3回分は、ダウンタウン（浜田雅功・松本人志）が代理司会を務めた。
紳助はその後、2005年1月14日放送分（収録は同年1月8日）から2か月半ぶりの復帰を果たした。

## レギュラー放送終了後の特番
- 超難問を解ける?! まさかのミステリー!!（2007年5月4日（金曜） 19:00 - 20:54） - 関東地区での視聴率は17.0%。
- モクスペ 復活第2弾 謎を解け！まさかのミステリー（2007年9月27日（木曜） 19:00 - 20:54） - 関東地区での視聴率は11.2%。

## スタッフ

### レギュラー版のスタッフ
- 構成：桜井慎一（毎週）、榊暁彦、村上卓史、桝本壮志、石原健次、堀江利幸、山名宏和、金森直哉（隔週）
- 監修：高瀬真尚
- ナレーション：郷里大輔、杉本るみ
- TM（テクニカルマネージャー）：勝見明久
- SW（スイッチャー）：米田博之、塩原和益
- カメラ：日向野崇
- 音声：中村一男、中山貴晴
- 調整：佐藤満、斎藤孝行、別当亮、三山隆浩、小澤郁彌、山口考志、杉本裕治、鈴木雄仁、佐久間治雄、服部博、今野広樹、塩原和益
- 照明：坂口尚真
- 美術：小野寺一幸
- デザイン：星野充紀
- 編集：村上健（謙）太郎、小岩拓也（共にオムニバスジャパン）
- MA：轉石裕治（オムニバスジャパン）
- 音効：高取謙
- TK：三浦涼子
- 広報：髙松美緒（2005年8月5日 - 2006年3月10日）
- デスク：小池智子
- 演出補：矢野貴子、舟木商策、百瀬和幸、内藤三保子、藤井浩、国兼亜紀子、加藤万紀子、佐々木文恵、渡部修士、井川春彦、増田由美、井上洋平、小平春菜、伴在宏将、神戸謙太郎、黒川こず枝、尾原亜矢子、楠美聖子、吉良哲平、小玉悟、岸加苗、小林圭子、遊佐豊、赤石亜紀子、加藤（納）健一朗、谷村淳、田村麻衣、伊田孝、片山伸晃、鈴木俊行
- リサーチ：野村直子、宮内智弘、山口真知子、喜多あおい、小泉暁、中澤範行、伊藤匡、角田（川）さち代、市澤昭彦、羽柴千晶、亀倉文太、高橋勝喜、犬山智香子、山中真紀子、鈴木由美子、松島律子、村田恭子、貴屋武直子、小巻博美、増渕武史
- AP：小森節子、有木弘（宏）美、朝倉康晴、武村友香、松原紀子、藤嶋菜穂子、中條理麻、前多由香、森村愛、荒木由美子、神田富士江、木村真弓
- ディレクター：木下仁志、新保文朗、松野勇二、三枝幹直、高野信行、徳永美哲、松谷夢々、高橋英人、瀬戸口晃、番秀一郎、萩原由美、谷口欽也、中山剛、長谷川孝、持田順也、小峰智、岡部剛、長谷川一男、日馬太郎、森多佳子、川崎文平、石澤明憶、須藤拓也、木村加奈絵、竹山耕太郎、大原正也[1]、山下美紀子、中廣周平[1]、岩本千恵子[1]、堤俊博、綿部裕基、福田昌彦[1]
- 撮影監修：近澤駿
- プロデューサー：相川弘隆、髙松明央、遠藤英幸、森谷香津、長谷川勉、長田稔、松井昂史
- 演出：西原信行、原島雅之、成岡哲男、栄永英幸、鈴木基之、阿部裕、斎藤政憲、磯和伸明、首藤由紀子、川本賢一郎【毎週1人担当、その他はディレクター】
- 制作協力：いまじん、リュウ・エンタープライズ、マイ・プラン、えすと、創輝
- プロデューサー：松岡至
- 総合演出：髙橋利之
- チーフプロデューサー：梅原幹（2004年7月2日 - 2006年3月10日）
- 制作著作：日テレ

### 過去のスタッフ
- 音声：庄司薫一
- 編集：二階堂明（オムニバスジャパン）
- TK：立石聖美
- 広報：梶原美緒（2003年10月17日 - 2005年7月22日）
- 演出補：田中宏明、山本雄介、田岸宏一、向江睦、沖野芳勝、中尾大輔、村田正樹
- リサーチ：金田佑馬、松村（村松）浩介
- AP：向山典子
- ディレクター：野々川義洋
- チーフプロデューサー：桜田和之（2003年10月17日 - 2004年6月4日）

### パイロット版
- 構成：桜井慎一、村上卓史、石原健次、榊暁彦（榊→*2）
- TM（テクニカルマネージャー）：勝見明久
- SW（スイッチャー）：米田博之（*2）
- カメラ：小林宏義
- 音声：鈴木佳一（*2）
- 調整：飯島章夫（*2）
- 照明：坂口尚真（*2）
- 美術：小野寺一幸
- デザイン：星野充紀
- 編集：二階堂明（オムニバスジャパン）
- MA：轉石裕治（オムニバスジャパン）
- 音効：鈴木勉
- TK：三浦涼子
- 広報：柳沢典子
- デスク：小池智子
- リサーチ：野村直子、山口真知子、宮内智弘、高橋勝喜、亀倉文太（高橋・亀倉→*2）
- AP：向山典子
- ディレクター：木下仁志（*1は演出）、松野勇二、野々川義洋、萩原由美、新保文朗（新保→*2）
- 撮影監修（*2）：近澤駿（*2、*1はプロデューサー）
- 演出：鬼丸尚、西原信行（共に*2、*1はディレクター）
- 制作協力：いまじん、リュウ・エンタープライズ
- 総合演出：髙橋利之
- プロデューサー：松岡至、相川弘隆、髙松明央、遠藤英幸、友坂友子（髙松・遠藤・友坂→*2）／政橋雅人
- チーフプロデューサー：桜田和之、吉田真
- 製作著作：日本テレビ

### 途中まで参加していたスタッフ（パイロット版）
- SW（スイッチャー）：望月達史（*1）
- 音声：三石敏生（*1）
- 調整：山口考志（*1）
- 照明：渡辺一成（*1）
- ディレクター：番秀一郎（*1）

### 復活特番
- 構成：桜井慎一、村上卓史、石原健次、山名宏和、金森直哉、桝本壮志
- 監修：高瀬真尚
- TM（テクニカルマネージャー）：江村多加司
- SW（スイッチャー）：米田博之
- カメラ：日向野崇
- 音声：山口直樹
- 調整：中村一男
- 照明：佐野広之
- 美術：高津光一郎
- デザイン：星野充紀
- 編集：小岩拓也（オムニバスジャパン）
- MA：轉石裕治（オムニバスジャパン）
- 音効：高取謙
- TK：三浦涼子
- 広報：髙松美緒
- デスク：小池智子
- 演出補：森田幸子、永田大地、福田昌彦、津留彩香、渋谷典子、加藤万紀子
- リサーチ：羽柴千晶、高橋勝喜、犬山智香子、喜多あおい、伊藤匡、角田さち代
- AP：前多由香、黒川こず枝、朝倉康晴
- ディレクター：番秀一郎、松野勇二、川本賢一郎、松谷夢々、長谷川孝、中広周平
- プロデューサー：瀬戸口正克/相川弘隆、髙松明央、近澤駿、和田隆、長田稔、長谷川勉
- 演出：木下仁志
- 制作協力：いまじん、リュウ・エンタープライズ、創輝、えすと、マイ・プラン
- 総合演出：髙橋利之
- チーフプロデューサー：松岡至
- 製作著作：日本テレビ

## ネット局
| 放送対象地域   | 放送局                   | 系列                                               | 放送曜日・放送時間 | ネット状況 |
| -------------- | ------------------------ | -------------------------------------------------- | ------------------ | ---------- |
| 関東広域圏     | 日本テレビ (NTV)         | 日本テレビ系列                                     | 金曜 20:00 - 20:54 | 製作局     |
| 北海道         | 札幌テレビ (STV)         | 日本テレビ系列                                     | 金曜 20:00 - 20:54 | 同時ネット |
| 青森県         | 青森放送 (RAB)           | 日本テレビ系列                                     | 金曜 20:00 - 20:54 | 同時ネット |
| 岩手県         | テレビ岩手 (TVI)         | 日本テレビ系列                                     | 金曜 20:00 - 20:54 | 同時ネット |
| 宮城県         | ミヤギテレビ (MMT)       | 日本テレビ系列                                     | 金曜 20:00 - 20:54 | 同時ネット |
| 秋田県         | 秋田放送 (ABS)           | 日本テレビ系列                                     | 金曜 20:00 - 20:54 | 同時ネット |
| 山形県         | 山形放送 (YBC)           | 日本テレビ系列                                     | 金曜 20:00 - 20:54 | 同時ネット |
| 福島県         | 福島中央テレビ (FCT)     | 日本テレビ系列                                     | 金曜 20:00 - 20:54 | 同時ネット |
| 新潟県         | テレビ新潟 (TeNY)        | 日本テレビ系列                                     | 金曜 20:00 - 20:54 | 同時ネット |
| 富山県         | 北日本放送 (KNB)         | 日本テレビ系列                                     | 金曜 20:00 - 20:54 | 同時ネット |
| 石川県         | テレビ金沢 (KTK)         | 日本テレビ系列                                     | 金曜 20:00 - 20:54 | 同時ネット |
| 福井県         | 福井放送 (FBC)           | 日本テレビ系列 テレビ朝日系列                      | 金曜 20:00 - 20:54 | 同時ネット |
| 山梨県         | 山梨放送 (YBS)           | 日本テレビ系列                                     | 金曜 20:00 - 20:54 | 同時ネット |
| 長野県         | テレビ信州 (TSB)         | 日本テレビ系列                                     | 金曜 20:00 - 20:54 | 同時ネット |
| 静岡県         | 静岡第一テレビ (SDT)     | 日本テレビ系列                                     | 金曜 20:00 - 20:54 | 同時ネット |
| 中京広域圏     | 中京テレビ (CTV)         | 日本テレビ系列                                     | 金曜 20:00 - 20:54 | 同時ネット |
| 近畿広域圏     | 読売テレビ (ytv)         | 日本テレビ系列                                     | 金曜 20:00 - 20:54 | 同時ネット |
| 鳥取県・島根県 | 日本海テレビ (NKT)       | 日本テレビ系列                                     | 金曜 20:00 - 20:54 | 同時ネット |
| 広島県         | 広島テレビ (HTV)         | 日本テレビ系列                                     | 金曜 20:00 - 20:54 | 同時ネット |
| 山口県         | 山口放送 (KRY)           | 日本テレビ系列                                     | 金曜 20:00 - 20:54 | 同時ネット |
| 徳島県         | 四国放送 (JRT)           | 日本テレビ系列                                     | 金曜 20:00 - 20:54 | 同時ネット |
| 香川県・岡山県 | 西日本放送 (RNC)         | 日本テレビ系列                                     | 金曜 20:00 - 20:54 | 同時ネット |
| 愛媛県         | 南海放送 (RNB)           | 日本テレビ系列                                     | 金曜 20:00 - 20:54 | 同時ネット |
| 高知県         | 高知放送 (RKC)           | 日本テレビ系列                                     | 金曜 20:00 - 20:54 | 同時ネット |
| 福岡県         | 福岡放送 (FBS)           | 日本テレビ系列                                     | 金曜 20:00 - 20:54 | 同時ネット |
| 長崎県         | 長崎国際テレビ (NIB)     | 日本テレビ系列                                     | 金曜 20:00 - 20:54 | 同時ネット |
| 熊本県         | くまもと県民テレビ (KKT) | 日本テレビ系列                                     | 金曜 20:00 - 20:54 | 同時ネット |
| 宮崎県         | テレビ宮崎 (UMK)         | 日本テレビ系列 (NNN) フジテレビ系列 テレビ朝日系列 | 金曜 20:00 - 20:54 | 同時ネット |
| 鹿児島県       | 鹿児島読売テレビ (KYT)   | 日本テレビ系列                                     | 金曜 20:00 - 20:54 | 同時ネット |
| 沖縄県         | 琉球放送 (RBC)           | TBS系列                                            | 日曜 13:00 - 13:55 | 9日遅れ    |
| 大分県         | テレビ大分 (TOS)         | 日本テレビ系列 フジテレビ系列                      | 水曜 14:05 - 15:00 | 12日遅れ   |